# Soulja Boy
 Der er for få eller ingen kildehenvisninger i denne artikel, hvilket er et problem. Du kan hjælpe ved at angive troværdige kilder til de påstande, som fremføres i artiklen.

DeAndre Cortez Way (født 28. juli 1990), bedre kendt som Soulja Boy Tell 'Em eller bare Soulja Boy, er en amerikansk rapper. 
I september 2007 lå hans single Crank That nummer 1 på Billboard Hot 100. Sangen var lavet af Soulja Boy selv, og han havde lagt den ind på internettet med en dans med til. Det var med til at gøre sangen kendt. Amerikanske fodboldspillere og andre kendte dansede dansen. Dansen blev også udbredt på YouTube.

## Let's Be Real
I september 2011 udgav Soulja Boy sangen "Let's Be Real". Noget af sangens tekst gik som følgende: "F**k the FBI and f**ck all the Army Troops". Efter at sangen blev udgivet, blev Soulja Boy kritiseret af Den Amerikanske Hærs soldater og deres familier. Senere måtte Soulja Boy undskylde: "Da jeg udtrykte min frustrationer mod hæren, kom det ikke bare til at lyde forkert, men i det hele taget var det også forkert af mig at tilsvine dem". Der forsøges stadig af få videoen fjernet fra YouTube.[kilde mangler]

## Selvstændige albums
| År   | Titel |
| ---- | --- |
| 2007 | Unsigned and Still Major: Da Album Before da Album - Released: March 19, 2007 - Label: SOD - Format: CD, digital download, LP |

## Studiealbums
| År   | Album detaljer | Højeste chart position | Højeste chart position | Højeste chart position | Højeste chart position | Højeste chart position |
| År   | Album detaljer | US                     | US R&B                 | US Rap                 | NZ                     | FRA                    |
| ---- | --- | ---------------------- | ---------------------- | ---------------------- | ---------------------- | ---------------------- |
| 2007 | Souljaboytellem.com - Released: October 2, 2007 - Label: SOD, Collipark, Interscope - Formats: CD, Music download, LP | 4                      | 4                      | 1                      | 9                      | 132                    |
| 2008 | iSouljaBoyTellem - Released: December 16, 2008 - Label: SOD, Collipark, Interscope - Formats: CD, Music download, LP  | 43                     | 8                      | 2                      | —                      | —                      |
| 2010 | The DeAndre Way - Released: November 30, 2010 - Label: SOD, Interscope - Formats: CD, Music download                  | 90                     | 18                     | 8                      | —                      | —                      |
| 2012 | Respect My Hustle - Released: TBA, 2012 - Label: SODMG, Collipark, Interscope - Formats: CD, Music download           | —                      | —                      | —                      | —                      | —                      |

## Mixtapes
| Titel                                | Mixtape detaljer |
| ------------------------------------ | --- |
| Supaman                              | - Released: July 20, 2007 - Hosted by DJ Scream |
| Teen Of The South                    | - Released: July 7, 2008 - Hosted by DJ Scream |
| Live N Direct                        | - Released: September 2, 2008 - Hosted by DJ Woogie |
| Tell Em TV                           | - Released: January 13, 2009 - Hosted by DJ Woogie |
| Lord Of The Ringtones                | - Released: March 3, 2009 - Hosted by DJ Woogie |
| Gangsta Grillz: Follow Me Edition    | - Released: June 11, 2009 - Hosted by DJ Drama |
| Work On Deck                         | - Released: August 26, 2009 - Hosted by DJ Woogie & DJ Meesiah |
| My Way Of Life                       | - Released: September 12, 2009 - Hosted by DJ Woogie, DJ Ill Will & DJ Rockstar |
| Cortez                               | - Released: October 31, 2009 - Hosted by DJ Whoo Kid & DJ Scream |
| Paranormal Activity                  | - Released: October 31, 2009 - Hosted by DJ Woogie & DJ Neptune |
| Dat Piff                             | - Released: October 31, 2009 - Hosted by DJ Holiday |
| Teenage Millionaire                  | - Released: February 4, 2010 |
| Legendary                            | - Released: February 27, 2010 - Hosted by DJ Woogie, DJ Ill Will & DJ Rockstar |
| Death Note EP                        | - Released: May 5, 2010 - Hosted by SODMG - It is considered one of his most lyrically based mixtapes |
| Cookin' Soulja Boy                   | - Released: June 31, 2010 - Hosted by Cookin Soul, DJ Woogie & DJ Whoo Kid |
| Best Rapper                          | - Released: July 2, 2010 - Hosted by DJ Woogie & Evil Empire |
| Pretty Boy Millionaires (with Lil B) | - Released: July 5, 2010 - Hosted by DJ Woogie |
| Soulja Society                       | - Released: November 13, 2010 - Hosted by Soulja Society |
| Smooky                               | - Released: January 22, 2011 |
| 1UP                                  | - Released: March 17, 2011 |
| Juice                                | - Released: April 20, 2011 - Hosted by DJ Scream & DJ Swamp Izzo - The cover of the mixtape is based on the movie Juice which starred Tupac Shakur - It will also be the OST (Original Soundtrack) to the remake of the Juice movie |
| Bernaurd Arnault EP                  | - Released: July 15, 2011 - Hosted by SODMG |
| 21 EP                                | - Released: August 1, 2011 - Hosted by SODMG |

## Singles

### Main artist singles
| År   | Titel                                       | Højeste chart position | Højeste chart position | Højeste chart position | Højeste chart position | Højeste chart position | Højeste chart position | Højeste chart position | Højeste chart position | Højeste chart position | Højeste chart position | Højeste chart position | Priser            | Album               |
| År   | Titel                                       | US                     | US R&B                 | US Rap                 | NZ                     | CAN                    | UK                     | AUS                    | IRE                    | GER                    | FRA                    | SWI                    | Priser            | Album               |
| ---- | ------------------------------------------- | ---------------------- | ---------------------- | ---------------------- | ---------------------- | ---------------------- | ---------------------- | ---------------------- | ---------------------- | ---------------------- | ---------------------- | ---------------------- | ----------------- | ------------------- |
| 2007 | "Crank That (Soulja Boy)"                   | 1                      | 3                      | 1                      | 1                      | 5                      | 2                      | 3                      | 3                      | 29                     | 29                     | 74                     | - US: 3× Platinum | souljaboytellem.com |
| 2007 | "Soulja Girl" (featuring i15)               | 32                     | 13                     | 6                      | 10                     | 75                     | —                      | —                      | —                      | —                      | —                      | —                      |                   | souljaboytellem.com |
| 2007 | "Yahhh!" (featuring Arab)                   | 48                     | 34                     | 14                     | 3                      | 72                     | 49                     | 35                     | 18                     | —                      | —                      | —                      |                   | souljaboytellem.com |
| 2008 | "Donk"                                      | —                      | 37                     | 22                     | —                      | —                      | —                      | —                      | —                      | —                      | —                      | —                      |                   | souljaboytellem.com |
| 2008 | "Bird Walk"                                 | —                      | 40                     | 17                     | —                      | —                      | —                      | —                      | —                      | —                      | —                      | —                      |                   | iSouljaBoyTellem    |
| 2008 | "Kiss Me Thru the Phone" (featuring Sammie) | 3                      | 4                      | 1                      | 2                      | 10                     | 6                      | 16                     | 11                     | —                      | 16                     | 88                     |                   | iSouljaBoyTellem    |
| 2009 | "Turn My Swag On"                           | 19                     | 3                      | 3                      | —                      | —                      | 48                     | —                      | —                      | —                      | —                      | —                      |                   | iSouljaBoyTellem    |
| 2010 | "Pretty Boy Swag"                           | 34                     | 6                      | 5                      | —                      | —                      | —                      | —                      | —                      | —                      | —                      | —                      |                   | The DeAndre Way     |
| 2010 | "Blowing Me Kisses" (featuring Bei Maejor)  | —                      | 58                     | —                      | —                      | —                      | —                      | —                      | —                      | —                      | —                      | —                      |                   | The DeAndre Way     |
| 2010 | "Speakers Going Hammer"                     | —                      | 47                     | 24                     | —                      | —                      | —                      | —                      | —                      | —                      | —                      | —                      |                   | The DeAndre Way     |

### Soundtrack og promotionale singles
| År   | Sang                                                 | Højeste chart position | Højeste chart position | Højeste chart position | Album            |
| År   | Sang                                                 | U.S.                   | U.S. R&B               | U.S. Rap               | Album            |
| ---- | ---------------------------------------------------- | ---------------------- | ---------------------- | ---------------------- | ---------------- |
| 2008 | "Gucci Bandana" (featuring Gucci Mane & Shawty Lo)   | —                      | 89                     | —                      | iSouljaBoyTellem |
| 2009 | "POW"                                                | —                      | —                      | —                      | The DeAndre Way  |
| 2011 | "Zan With That Lean" (featuring Kwony Cash of SODMG) | —                      | —                      | —                      | Juice            |

### Foretrukne singles
| År   | Titel                                                                     | Højeste chart position | Højeste chart position | Højeste chart position | Højeste chart position | Højeste chart position | Højeste chart position | Højeste chart position | Højeste chart position | Højeste chart position | Højeste chart position | Højeste chart position | Priser         | Album                      |
| År   | Titel                                                                     | US                     | US R&B                 | US Rap                 | NZ                     | CAN                    | UK                     | AUS                    | IRE                    | GER                    | FRA                    | SWI                    | Priser         | Album                      |
| ---- | ------------------------------------------------------------------------- | ---------------------- | ---------------------- | ---------------------- | ---------------------- | ---------------------- | ---------------------- | ---------------------- | ---------------------- | ---------------------- | ---------------------- | ---------------------- | -------------- | -------------------------- |
| 2007 | "Clumsy (Collipark Remix)" (Fergie featuring Soulja Boy)                  | 5                      | 89                     | —                      | —                      | 4                      | 62                     | —                      | 17                     | —                      | 50                     | —                      | - US: Platinum | The Dutchess               |
| 2008 | "Swing (Remix)" (Savage featuring Soulja Boy)                             | 45                     | —                      | 25                     | —                      | —                      | —                      | —                      | —                      | —                      | —                      | —                      |                | Savage Island              |
| 2008 | "Marco Polo" (Bow Wow featuring Soulja Boy)                               | 66                     | 28                     | 22                     | —                      | —                      | —                      | —                      | —                      | —                      | —                      | —                      |                | New Jack City II           |
| 2009 | "Delirious (Remix)" (Vistoso Bosses featuring Soulja Boy)                 | —                      | 42                     | —                      | —                      | —                      | —                      | —                      | —                      | —                      | —                      | —                      |                | Confetti                   |
| 2009 | "LOL :-)" (Trey Songz featuring Gucci Mane & Soulja Boy)                  | 51                     | 12                     | —                      | —                      | —                      | —                      | —                      | —                      | —                      | —                      | —                      |                | Ready                      |
| 2009 | "Money Hungry" (D. Prince featuring Arab, Kasland, Soulja Boy & Lit Mike) | —                      | —                      | —                      | —                      | —                      | —                      | —                      | —                      | —                      | —                      | —                      |                | The Time Is Now            |
| 2009 | "Pronto" (Snoop Dogg featuring Soulja Boy)                                | —                      | —                      | —                      | —                      | —                      | —                      | —                      | —                      | —                      | —                      | —                      |                | Malice n Wonderland        |
| 2010 | "Bingo" (Gucci Mane featuring Soulja Boy & Waka Flocka Flame)             | —                      | —                      | 75                     | —                      | —                      | —                      | —                      | —                      | —                      | —                      | —                      |                | The State vs. Radric Davis |
| 2010 | "All The Way Turnt Up" (Roscoe Dash featuring Soulja Boy)                 | 46                     | 18                     | 8                      | —                      | —                      | —                      | —                      | —                      | —                      | —                      | —                      |                | Ready Set Go!              |
| 2010 | "Sponsor" (Teairra Mari featuring Gucci Mane & Soulja Boy)                | 113                    | 25                     | —                      | —                      | —                      | —                      | —                      | —                      | —                      | —                      | —                      |                | At That Point              |
| 2010 | "Daze" (Ja-Bar featuring Soulja Boy)                                      | —                      | 78                     | —                      | —                      | —                      | —                      | —                      | —                      | —                      | —                      | —                      |                | Non-album single           |

## Musikvideoer

### Studiealbum musikvideoer
| År   | Sang                      | Album               | Director                                                    |
| ---- | ------------------------- | ------------------- | ----------------------------------------------------------- |
| 2007 | "Bapes"                   | souljaboytellem.com | 30/30 Boyz (DeAndre Way & Arab)                             |
| 2007 | "Crank That (Soulja Boy)" | souljaboytellem.com | Dale RAGE Resteghini                                        |
| 2007 | "Soulja Girl"             | souljaboytellem.com | Dale RAGE Resteghini                                        |
| 2007 | "Yahhh!"                  | souljaboytellem.com | Dale RAGE Resteghini                                        |
| 2007 | "Let Me Get 'Em"          | souljaboytellem.com | DeAndre Way                                                 |
| 2008 | "Donk"                    | souljaboytellem.com | Dale RAGE Resteghini                                        |
| 2008 | "Bird Walk"               | iSouljaBoyTellem    | DeAndre Way, Mr. Collipark                                  |
| 2008 | "Kiss Me Thru the Phone"  | iSouljaBoyTellem    | Dale RAGE Resteghini                                        |
| 2008 | "Soulja Boy Tell 'Em"     | iSouljaBoyTellem    | Eric Towner, John Harvatine, Zack Schiller, Suli Mccullough |
| 2009 | "Whoop Rico"              | iSouljaBoyTellem    | Dale RAGE Resteghini                                        |
| 2009 | "Turn My Swag On"         | iSouljaBoyTellem    | DeAndre Way, Matt Alonzo, DJ Skee                           |
| 2009 | "Gucci Bandanna"          | iSouljaBoyTellem    | DeAndre Way, Mr. Collipark                                  |
| 2009 | "Rubber Bandz"            | iSouljaBoyTellem    | DeAndre Way                                                 |
| 2010 | "Pretty Boy Swag"         | The DeAndre Way     | Dale RAGE Resteghini, Mickey Finnegan                       |
| 2010 | "Blowing Me Kisses"       | The DeAndre Way     | DeAndre Way, Gil Green, Simon Thirlway                      |
| 2010 | "Mean Mug"                | The DeAndre Way     | Colin Tilley                                                |
| 2010 | "Speakers Going Hammer"   | The DeAndre Way     | Colin Tilley                                                |
| 2010 | "30 Thousand 100 Million" | The DeAndre Way     | Colin Tilley, Andrew Listermann                             |

### Mixtapes musikvideoer
| Year    | Song                                | Album          | Director                             |
| ------- | ----------------------------------- | -------------- | ------------------------------------ |
| 2009    | "Successful (Freestyle)"            | My Way Of Life | SODMG films                          |
| 2009    | "Outerspace Flow"                   | My Way Of Life | DeAndre Way                          |
| 2009    | "Pretty Boy Swag"                   | My Way Of Life | Dale RAGE Resteghini, Micky Finnegan |
| 2009    | "I Done Came Up"                    | My Way Of Life | DeAndre Way                          |
| 2009    | "Gucci Louie"                       | My Way Of Life | DeAndre Way                          |
| 2009    | "Gangsta Muzik"                     | My Way Of Life | DeAndre Way                          |
| 2009    | "Getting Money"                     | My Way Of Life | DeAndre Way                          |
| 2010    | "The Best"                          | Legendary      | SODMG films                          |
| 2010    | "Pretty Boy Swag"                   | Legendary      | G5 Kids, DeAndre Way                 |
| 2010    | "All Black Everything"              | Legendary      | Dale RAGE Resteghini                 |
| 2010    | "2 Milli"                           | Legendary      | Dale RAGE Resteghini                 |
| 2010    | "Take Over"                         | Death Note     | DeAndre Way                          |
| 2010    | "Do It Big"                         | Death Note     | Dale RAGE Resteghini                 |
| 2010    | "Touchdown"                         | Best Rapper    | DeAndre Way                          |
| 2010    | "Digital"                           | Best Rapper    | Alex Nazari, DeAndre Way             |
| 2010    | "I'm Boomin'"                       | Best Rapper    | Figvrati Films                       |
| 2011    | "Swag Get at You"                   | Smooky         | DeAndre Way                          |
| 2011    | "Smooky"                            | Smooky         | DeAndre Way                          |
| 2011    | "W.E.T."                            | Smooky         | DeAndre Way                          |
| 2011    | "Swag Me Out"                       | Smooky         | DeAndre Way                          |
| 2011    | "Weed & Shoes"                      | 1UP            | DeAndre Way                          |
| 2011    | "AK-47"                             | 1UP            | DeAndre Way                          |
| 2011    | "SNRS (Skinny Niggaz Running S***)" | 1UP            | DeAndre Way                          |
| 2011    | "Juice"                             | Juice          | Dale RAGE Resteghini                 |
| 2011    | "Zan Wit That Lean"                 | Juice          | Dale RAGE Resteghini                 |
| 2011    | "Money In a Trash Bag"              | Juice          | Dale RAGE Resteghini                 |
| "Texas" | Bernard Arnault                     | DeAndre Way    |                                      |

## Gæsteoptrædninger
| År                          | Sang                              | Performer(s)                                                                                    | Album                    |
| --------------------------- | --------------------------------- | ----------------------------------------------------------------------------------------------- | ------------------------ |
| 2008                        | "Get It Poppin'"                  | Tyra B                                                                                          |                          |
| 2008                        | "Get Silly (Mr. Collipark Remix)" | V.I.C., Bun B, E-40, Polow da Don, Unk, Jermaine Dupri, Pitbull, Arab, Tex James, Bubba Sparxxx | Beast                    |
| 2008                        | "Girlfriend (Remix)"              | Bow Wow & Omarion                                                                               | Face Off                 |
| 2008                        | "My Dougie (Remix)"               | Lil' Wil                                                                                        |                          |
| 2008                        | "They Lookin' at My Neck"         | Trackstar                                                                                       |                          |
| 2008                        | "Turn It Up (Gotta Chose)"        | Chingy                                                                                          |                          |
| 2008                        | "Get Money"                       | Bow Wow                                                                                         |                          |
| 2008                        | "Get Em, Got Em"                  | Gucci Mane                                                                                      |                          |
| 2008                        | "Show Out (Remix)"                | Unk, Sean Kingston, Jim Jones, E-40                                                             |                          |
| 2009                        | "G-Walk"                          | Lil Jon                                                                                         | Crunk Rock               |
| 2009                        | "Octopussy"                       | Cee-los Gott'em                                                                                 |                          |
| 2009                        | "Swag Reality"                    | Gully Mang                                                                                      |                          |
| 2009                        | "Download (Remix)"                | Lil' Kim, T-Pain, Charlie Wilson, The-Dream                                                     |                          |
| 2009                        | "Ice Cream Paint Job (Remix)"     | Dorrough, Jermaine Dupri, Jim Jones, Slim Thug, E-40, Rich Boy                                  |                          |
| 2009                        | "My Money"                        | Killer Mike, JBar                                                                               |                          |
| 2009                        | "Money Hungry"                    | D. Prince, Arab, Kasland, Lit Mike                                                              |                          |
| 2010                        |                                   |                                                                                                 |                          |
| "Rockin' All My Chains On"  | DJ Khaled, Schife, Bun B, Birdman | Victory                                                                                         |                          |
| "In My Bag"                 | College Boyys                     | Spring Break                                                                                    |                          |
| "Swag Sex"                  | Marques Houston                   | Mattress Music                                                                                  |                          |
| "King of the Pyrex (Remix)" | Tony Yayo                         |                                                                                                 |                          |
| "Bad"                       | Chris Brown                       | In My Zone (Rhythm & Streets)                                                                   |                          |
| "Fuck U Mean"               | 8Ball & MJG                       | Ten Toes Down                                                                                   |                          |
| "All I Know"                | Waka Flocka Flame, Lil B          |                                                                                                 |                          |
| "Shut the Stage Down"       | Sean Kingston                     |                                                                                                 |                          |
| "Greedy"                    | Alycia, YG                        |                                                                                                 |                          |
| "Maybe (Remix)"             | Rocko, Rick Ross, Gucci Mane      |                                                                                                 |                          |
| "Strip Club"                | Sean Garrett                      | The Inkwell                                                                                     |                          |
| "That's Her (Remix)"        | Lil Scrappy, Travis Porter        |                                                                                                 |                          |
| "I'm Fresh"                 | Young Keyz, Nova                  |                                                                                                 |                          |
| "Do It Again"               | Dan Talevski, will.i.am           |                                                                                                 |                          |
| "It's Goin Up"              | Audio Push                        |                                                                                                 |                          |
| "Yep Dat's Me"              | Jamie Foxx, Ludacris              | Best Night of My Life                                                                           |                          |
| "BBM"                       | Sean Kingston, Teairra Mari       |                                                                                                 |                          |
| 2011                        | "Burr Burr"                       | Gucci Mane, Yo Gotti                                                                            | The Return of Mr. Zone 6 |
| 2011                        | "Touchdown"                       | The Ranger$, Kid Ink                                                                            |                          |
| 2011                        | "Hood Dreams"                     | Sean Kingston                                                                                   |                          |

Andre sange:
2008:
- I Pray
- iDance

2009:
- This Is What You Become
- Gucci Louie (SODMG)
- I'm Ballin'
- Rollin' Like A Coaster
- Smokin' Dat Piff
- Cold Summer
- Swag Flu
- Poppin' Tags
- Hottest Rapper On The Planet
- Ready Or Not, Soulja Comin'

2010:
- 2 Milli
- All Black Everything
- The Best
- Mad
- Rich Girl(Ft. Justin Bieber)
- Not Just Hype
- London
- Steez
- Magic
- Young Boss Music
- Galaxy Flow (Ft. Arab)
- Kill Bill
- The Carter
- I'm Boomin
- Touchdown
- Tell Me Why
- Born
- Word Around Town
- Listen
- Black Jesus
- For The Record

2011:
- Take A Picture
- I Love You (Ft. Nicki Minaj & Bobby Valentino)
- Love Money (Ft. Big Sean)
- Conceited
- OMG (Teach Me How To Cook)
- OMG Pt.2
- 1UP
- Weed & Shoes
- Juice
- Zan With The Lean (Ft. Kwony Cash of SODMG)
- Money In A Trash Bag
- Bossed Up (Ft. Diamond)
- Smooky
- I Love You Smooky
- Wild N Out
- Who Can I Trust
- iGot
- The First
- Retro Gamer
- YGRN (Young God)
- Turn Colors
- Got A Check
- $tacks On $tacks
- Hate Me Later
- Buku
- Kickstand (Ft. Antonio)
- Make It Go
- Mistress
- Too Juiced Up
- Throwin Money Up (Ft. Calico Jonez)
- Stacks (Ft. Roscoe Dash & J Money)
- Body (Ft. Calico Jonez)
- That Right (Ft. Diamond)